# Jay Thomson
Jay Robert Thomson (Krugersdorp, 12 de abril de 1986) es un ciclista sudafricano que fue profesional entre 2007 y 2020.

## Palmarés
2007

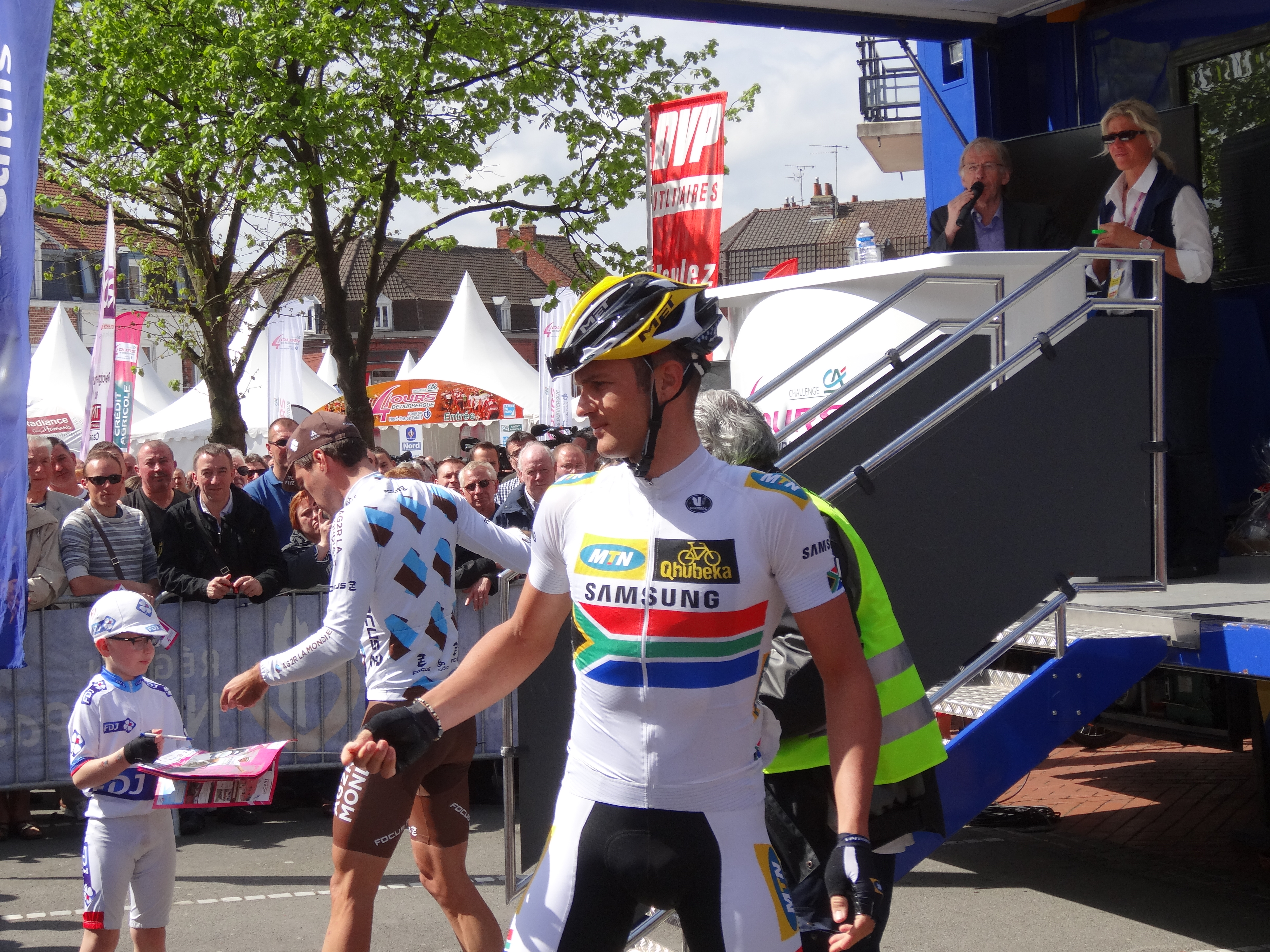
Jay Thompson en el 2013, con el maillot que lo identifica como campeón de Sudáfrica en Ruta

- 2.º en el Campeonato Africano Contrarreloj
- 3.º en el Campeonato Africano en Ruta

2008
- Campeonato Africano Contrarreloj
- Tour de Egipto, más 2 etapas
- 2.º en el UCI Africa Tour

2009
- Campeonato Africano Contrarreloj
- 2.º en el Campeonato Africano en Ruta

2010
- 1 etapa del Tour de Wellington
- 1 etapa del Tour de Langkawi
- 1 etapa del International Cycling Classic

2011
- 2.º en el Campeonato de Sudáfrica Contrarreloj
- 2.º en los Juegos Panafricanos en Ruta

2012
- 1 etapa de la Vuelta a Portugal
- 2.º en el Campeonato de Sudáfrica Contrarreloj
- 3.º en el Campeonato Africano de Contrarreloj
- 2.º en el Campeonato Africano en Ruta

2013
- 2.º en el Campeonato de Sudáfrica Contrarreloj
- Campeonato de Sudáfrica en Ruta
- 1 etapa del Tour de Ruanda[2]

2014
- 2.º en el Campeonato de Sudáfrica Contrarreloj
- 3.º en el Campeonato de Sudáfrica en Ruta

2015
- 2.º en el Campeonato Africano en Ruta

## Resultados en Grandes Vueltas y Campeonatos del Mundo
| Carrera              | Carrera              | 2007 | 2008 | 2009 | 2010 | 2011 | 2012 | 2013 | 2014  | 2015  | 2016  | 2017 | 2018  | 2019 | 2020 |
| -------------------- | -------------------- | ---- | ---- | ---- | ---- | ---- | ---- | ---- | ----- | ----- | ----- | ---- | ----- | ---- | ---- |
|                      | Giro de Italia       | —    | —    | —    | —    | —    | —    | —    | —     | —     | 149.º | —    | —     | —    | —    |
|                      | Tour de Francia      | —    | —    | —    | —    | —    | —    | —    | —     | —     | —     | —    | 143.º | —    | —    |
|                      | Vuelta a España      | —    | —    | —    | —    | —    | —    | —    | 155.º | 123.º | —     | —    | —     | —    | —    |
| Mundial en Ruta      | Mundial en Ruta      | —    | —    | —    | —    | —    | Ab.  | —    | —     | —     | —     | —    | —     | —    | —    |
| Mundial Contrarreloj | Mundial Contrarreloj | —    | —    | 27.º | 38.º | —    | 39.º | 55.º | —     | —     | —     | —    | —     | —    | —    |

—: no participa

Ab.: abandono